# Bernie Fuchs
Bernie Fuchs est un illustrateur américain né en Illinois le 29 octobre 1932 et mort le 17 septembre 2009.
Il a grandi dans un milieu modeste sans père. Son ambition était d'être un joueur de trompette, ambition qui a pris fin après avoir perdu trois doigts de sa main droite dans un accident du travail. Fuchs s'est tourné vers l'art comme métier, sans avoir aucune formation. Il s'inscrit à l'Université Washington à St. Louis, Missouri, où il obtient son diplôme en 1954.
Son premier emploi est l'illustration d'annonces automobiles pour une agence à Detroit. Art Greenwald était le propriétaire de cette agence. C'est une agence renommée à Detroit dans les années 1950 et 60 où travaillent aussi un couple d'autres illustrateurs, Chic Albertson et Donald Silverstein. Mais Bernie est reconnu immédiatement pour son incroyable talent, il a donc travaillé pour les grands comptes pour Greenwald. Après quelques années, Fuchs ouvre sa propre agence, l'Art Group, spécialisée dans les travaux pour les compagnies automobile de la ville. Dans les années 1950, Fuchs s'installe à Westport, Connecticut, où il a commencé à faire des illustrations pour McCalls, Redbook, The Ladies Home Journal, Sports Illustrated et autres magazines.

## Timbres et peintures
Fuchs a reçu commande pour l'illustration de quatre timbres-poste américain sorti en 1998. Les timbres en vedette des musiciens folk Huddie Ledbetter de « Leadbelly », Woody Guthrie, Sonny Terry et Josh White. Fuchs a également illustré plusieurs livres.
Il peint des portraits des présidents des États-Unis, y compris les Kennedy, Lyndon Johnson, Gerald Ford, Jimmy Carter et Ronald Reagan, ainsi que de ces athlètes et célébrités comme Muhammad Ali, Arnold Palmer, Jack Nicklaus, Ted Koppel et Katharine Hepburn.

## Technique
Dans ses cadrages, il donnait la part belle au décor dans ses illustrations, la scène du motif avec les personnages n'occupant souvent que la moitié du tableau. Il est donc un spécialiste du plan large.
À l'âge de 76 ans, il meurt le 17 septembre 2009 du cancer de l'œsophage dans un établissement de soins de Fairfield, Connecticut.